# こみっくろーど
『こみっくろーど』は、NECホームエレクトロニクスより1997年9月26日に発売されたPC-FX用ゲーム。

## 概要
Leaf/アクアプラスの『こみっくパーティー』に2年先行する、業界初の漫画家シミュレーションゲーム。PC-FX用ソフトの中でも名作とされ、前評判も高かったが、他機種への移植が行われなかったために一般的な知名度は上がらずじまいだった。インターネット上の評価は、ゲームシステムに馴染めなかった一部が酷評する以外は総じて高く、中間層が存在しない。つまり、システムを把握できた者は皆好意的に評価していることになる。中古ゲームショップでプレミア価格がついていたこともあった。
発生するイベントはムービーで表現される。その総時間数は180分以上に達し、「数年ぶりにプレイしたら知らないイベントが出てきた」という声も聞かれる。
キャラクターデザインはぶるまほげろー。ムービーの作画監督はサンライズの子供向けロボットアニメ『勇者シリーズ』を手がけた平岡正幸で、同シリーズとは花屋の店長が『勇者エクスカイザー』の主人公の母親をモデルにしているというつながりがある。
作中で主人公が制作する漫画は『電撃G'sエンジン』1996年9月号で公募されたもの。入賞者は同誌1997年1月号で発表されたが、掲載された以外の人物も多数参加しており、その中にはぶるまほげろーの知人や後にメジャーデビューした者もいた。なお、「ボツマンガ」とされる失敗作を想定した部門の入賞作も、普通に主人公の作品の1つとして扱われている。また、漫画のほかにイラストやCGの募集も行われたが、アニメ部門には入賞者がいなかった。

## ゲームの流れ
作中で描かれるのは1996年4月からの3年。その間に経験を積んで能力を高め、漫画家としてデビューするのが目的となる。見事に夢をかなえるエンディングのほか、夢破れて帰郷したり、漫画家ではなく他の職業で成功したり、男性キャラクターと恋に落ちる展開もある。

### スケジュール決定
主人公は毎月のはじめに家計簿を見ながらその月のスケジュールを組む。月途中でのパラメータ確認や買い物、スケジュール変更は主として休息日に行うため、適度に休息日を入れるかたちになる。月はじめに表示される予算は家賃を支払う前の額であり、スケジュール決定後にその月の分の家賃が差し引かれる。このため実際に使用できる予算は見た目よりも月4万円の家賃の分だけ少ない。さらにその他の生活費を確保する関係上、家賃を支払うためには所持金8万円が必要であり、8万円未満では滞納扱いとなる。家賃は3か月分まで待ってくれるが、それを越えると8万円未満でも生活費を削って家賃を支払う。このとき予算が家賃に足りなければゲームオーバーとなるが、払えたとしても食費を削って体力が低下するため厳しい状況となる。ゲームでは主人公の体力管理が重要なパラメータとなっており、体力が低下するとスケジュールが強制的にキャンセルされて休むことが多くなり、最悪の場合は入院してゲームオーバーになる。漫画制作は体力を低下させる行為であるため、適度なアルバイトで体力を鍛えたり、休息日にドリンク剤などのアイテムで一時しのぎする計画が必要になる。

### 漫画制作
作品の執筆にはまずネタが必要である。ゲーム開始時に2つないしは3つほど所持しているが、それ以上はゲーム進行中に思いつく形で補充していく。また、救済措置としてアイテム「レースの服」を使用することで即ネタを思いつける。なお、漫画のジャンルはランダムであり、狙って思いつけるものではない。さらにネタを思いついた時点でプレイヤーはそのタイトルしか把握することができず、初回プレー時は内容も不明なままである。プレイヤーはタイトルからおおよその内容を予想し、制作するタイトルを選択する。規定の期間作業を行うことで漫画が完成したら、その漫画を1頁から数頁程度読むことができるようになる。漫画の画質は粗いが、フキダシの文字（台詞）は別途テキストとして表示される。作品内容を確認したら、その作品を掲載したいと思う漫画誌を一つ選んで、その編集部への持ち込みを行う。ただし成否以前の問題として、掲載誌のジャンルにあった作品でなければ受理されない。すなわちプレイヤーが完成した漫画の内容を判断し、そのジャンルを当てるというゲーム要素がある。没作品は手直しして再提出できる。手直しした漫画は手直ししはじめた時点での主人公の能力（パラメータ）に応じて評価が更新されるが、プレイヤーが実際に読める漫画内容は特に変化しない。
なお持ち込み可能な漫画雑誌の中に「イブニング」の名があるが、実在のイブニング誌の刊行は本作より遅い2001年からであり、作中ではあくまで架空の雑誌名である。

### アルバイト
主人公は生活費や漫画制作費用を自力で稼がなければならないが、一時しのぎとして実家に仕送りを頼むことも可能ではある。本屋で購入できるアルバイト情報誌を使用することでアルバイトをスケジュールに組み込めるようになるが、出現する職種はランダムであり、申し込むたびに新しい情報誌を必要とする。それぞれの仕事に応じて主人公の能力が上下するほか、イベントが発生することもある。

### 同人誌即売会
本屋で購入できるまんが情報誌を使用することで同人誌即売会の日程を知ることができる。そのままでは買い手参加しかできず、売り手になるためにはさらにスケジュール調整する手間を踏まなければならない。執筆した漫画は、編集部で没になったものを含めてここで売ることができる。当初は参加費を取られるだけに終わるが、経験を積めばアルバイト以上に実入りのよい収入源となる。あわせて知名度なども上昇する。

## 登場人物
岡村 かなえ ※ 名前は変更可能
声 - 白鳥由里
主人公。漫画家を志望して東京に出てきた18歳の少女。
伊勢 正三郎
声 - 関智一
隣室に住む、さえない感じの大学生。主人公の兄貴分。
無縁坂 桜子
声 - 桑島法子
同人誌即売会で出会うライバル。わがままで高飛車。伊勢に一目ぼれする。
佐田 はる
声 - 鈴木れい子
アパートの管理人を務めるおばあさん。
吉田 まゆみ
声 - 前田愛
主人公の故郷での親友。ともに漫画家になることを誓っていたが、夢をあきらめて就職する。今でも主人公を応援しており、折に触れて手紙をくれる。
石川 高彦
声 - 田中秀幸
アパートに転居してくる刑事。温厚な中年男性。
坂元 広之
声 - 野島健児
花屋で働く主人公に一目ぼれする高校生。
坂元 百合子
声 - 小山裕香
広之の妹。その名のとおり百合趣味がある。
梅 三吉
声 - 高木渉
主人公の憧れの漫画家。
山田 晃生
声 - 石田彰
遊園地でアルバイトしている青年。
ペンの妖精 G
声 - 私市淳
主人公にレアアイテム「光のペン先」を授けてくれる妖精。初期案では女性だったが、ぶるまほげろーの希望で勇者シリーズのロボットのような外見になった。

## 作中作
- 浦田芳憲「TRIANGLE」「トルネード・ゲーマー龍」「J. ベイブルース」「六本木、タイガー」「雷獣、アイアン・フォース」
- たもつ☆あきら「くおんの贈り物」「勇気をあげたい」
- 腰島一知「ソプラノBOY」「インクの味方」「地獄の映画館」「レンタルの達人」
- 久保田順子「エコロジーな彼女」「女子高生と私」「社内恋愛はシンチョーに…」
- 桜水樹「急患」「ピクチャー」「未知との遭遇」「腐りゆく土地」「ROUKI 」
- マーサ制作委員会「突撃少女マーサ」「たたかえハイネルロボ」「世界征服OLレモネード」
- 魅野こだま「臥薪嘗胆」「少女内蔵書物」「エンジェル・ブルー」
- 小菅勇太郎「信じる者は救われる」「絶対天女ルナティックムーン」「電撃バニースピリッツ」「僕のバニーは今日もお元気」
- 春日井あきら「お気楽ファミリー」「負けるもんか」「コミックな毎日」
- 寺門よしひろ「TABOO」
- 東雲萌黄「OLもの」
- 中野広紀「南四（オーラス）の紗奈」
- 津雲幻一郎「Revenge」「厄年刑事」
- サメマロ「VIPER★FENILL」
- たかし・あきら「なにわの政」
- 嵩永亮士郎「宇宙警邏カナヤマン」「凶弾の街」「夜鷹情話」
- 原達也「ダブル・パワー・ハーツ」
- 北野天満宮「早苗七尺！」
- 神崎潤 + MTK・GAN「太子町ゴミゴミ大作戦」
- 志方純一「抜打ち電光石火」「ある春の日」「妖精紳士」「どきどき侍タイム」
- 矢塚若知太「月のセレナーデ」「裕二君の日常」
- 濱ノ上史代「犬とブランコ」
- 穂積涼「学校探検GOGOGO!」「ずっと大好き」
- 一条冬臣「始まり」「天使失格」
- KENIX「DEAR MY CAT」
- 中村紗子「LOVE PIECE」
- 中田美由希「ころもがえ」
- 小野村亮典「ハンドインハンド」
- スズキエミ「恋心のススメ」
- 柵町直巳「DR. 博士」
- 菊池桃太郎「お弁当」
- 高籬キオ「BODY & SOUL」「地獄の沙汰はたまらない」「魔法少女ファンシーレミ」「遺産の回廊」「薄幸の少女」「ADOLL」「世界征服物語S」
- 柴田英美「VISION」
- 中野英和「PARTS」
- マツヤマユキ「Cat's」
- 青空「便り」
- BAR「刹那」
- 大野真純「叫ぶ男」
- へびは・ねいび「レグホン」「BBE」
- 舞々カヴリン「紅学園」「SARASVATI」
- 後藤佳彦「NIGHT MARE」
- ムッシュ今西「木乃伊（ミイラ）」
- 長倉咲子「緋の鎮魂祭」「紅のいざない」
- RIO「ファンタジーマンガ」
- 椎原一樹「ドラゴンスレイヤーズ」
- 東映二「2010年最後の忍道」
- 犬伏いとえ「十年目の選択」「PANKY・ARCHER」
- 入江裕子「マジルカ道場」
- 黒崎真弘「CRUSH VENUS」
- 森井直樹「H・D・B（ハリケーン・ダイナマイト・バディー）」
- 柴田高明「ウォープリンセス」
- 横井千映子「バビロンバイパス」
- 明本棗「お仕置きです」「とっても平和な日常生活」
- 青木総恵「らぶれたあ」
- 荒木「トラブル トラベル」
- 平木なおる「不幸少女エルマ」
- よしえひでろー「悩める娘」
- 中村匡伸「勇者をたずねて三千里」
- 高原久明「ジョルジュオ・マウリッチア」「フランス君」「高卒女子は16番」
- 今西健二「極道な妻」
- 岩田康宏「くりとみそとまめ」
- 谷田直美「四コマ大作戦」